# I’m Just a Lonely Guy
I’m Just a Lonely Guy, auch mit Klammerzusatz I’m Just a Lonely Guy (All Alone) (deutsch etwa: Ich bin einfach ein einsamer Junge (Ganz allein)), ist ein von Dorothy La Bostrie für Little Richard geschriebener Rhythm-and-Blues-Song aus dem Jahr 1955. Bumps Blackwell arrangierte den Song und produzierte die Aufnahme in Cosimo Matassas J&M Studio in New Orleans mit dessen Studioband. I’m Just a Lonely Guy thematisiert die Verzweiflung eines verlassenen Liebhabers und ist ein in der Form freier acht-taktiger 12/8-Blues in G-Dur. Das Stück erschien bei Specialty Records unter der Nummer 561 auf der B-Seite von Little Richards erfolgreicher Debüt-Single, dem Rock-’n’-Roll-Hit Tutti Frutti, blieb aber selbst ohne Chartnotierung und wird in der Literatur nur im Zusammenhang mit der genreprägenden A-Seite erwähnt.

## Entstehung
Nachdem Little Richard für RCA Records und Peacock Records in der ersten Hälfte der 1950er Jahre einige wenig erfolgreiche Blues- und Rhythm-and-Blues-Aufnahmen eingespielt hatte, versuchte er zu Beginn des Jahres 1955 seine musikalische Karriere voranzutreiben. Lloyd Price hatte ihm das kalifornische Independentlabel Specialty Records empfohlen, an dessen Eigner Art Rupe er ein Demo-Tape mit den beiden Nummern He’s My Star und Wonderin’ schickte. Art Rupe war auf Suche nach einem mit B. B. King vergleichbaren Sänger, der aber zugleich nach dem Vorbild von Ray Charles Gospel-Einflüsse verarbeiten konnte. Nach mehreren Monaten und vielen telefonischen Nachfragen des selbstbewussten Sängers schickte Rupe seinen Produzenten Bumps Blackwell nach New Orleans, um dort eine Aufnahmesession mit Little Richard in Cosimo Matassas J&M-Studio zu arrangieren. Die Einladung erreichte Little Richard während einer Tour mit seiner Live-Band The Upsetters in Fayetteville, Tennessee. Er verließ zusammen mit seinen Musikern Lee Diamond, Charles Connor und dem Road-Manager Henry Nash das aktuelle Engagement und fuhr über Nacht nach New Orleans, um dort am Morgen des 13. September 1955 seine erste Aufnahmesession für Specialty Records zu absolvieren.
Blackwell hatte bereits am 3. September über einen lokalen Radiosender einen Aufruf an Songwriter adressiert, Material für eine Session mit Little Richard einzureichen. Dorothy La Bostrie hörte das Angebot und erinnert sich im Gespräch mit Jeff Hannusch: „Ich hörte Radio, als ein Aufruf gesendet wurde, der meine Aufmerksamkeit auf sich zog. Es hieß, Bumps Blackwell suche Songwriter. In dem Moment, in dem durchgegeben wurde, wo ich ihn antreffen könnte, beschloss ich, ein Songwriter zu sein.“ In den nächsten Tagen schlug sie Bumps Blackwell hartnäckig diverse Kompositionen vor, aus denen der Produzent I’m Just a Lonely Guy aussuchte und für den zweiten Tag der zweitägigen Session ins Programm nahm.
Der Studiobetreiber und Tontechniker Matassa hatte für die beiden Aufnahmetage seine routinierte Studioband gebucht, da Little Richard gegenüber Blackwell erwähnt hatte, dass ihm deren Begleitung auf Fats Dominos Erfolgsplatten gefiel. Earl Palmer saß am Schlagzeug, Frank Fields spielte den Bass, Lee Allen und Red Tyler die Saxophone. Die elektrische Gitarre übernahm Justin Adams, am Klavier wechselten sich Melvin Dowden und Huey Smith ab. Palmer notierte über seine erste Begegnung mit dem extrovertierten Sänger: „Ich erinnere mich nicht exakt daran, was ich gesagt habe, etwas wie: ‚Was zum Teufel ist das?‘ Nicht etwa ‚wer?‘, sondern ‚was?‘. ‚Alter,‘ sagte ich zu Tyler, ‚was zum Teufel ist das?‘“ Am 14. September waren acht Titel in sechs Stunden Studiozeit geplant. La Bostrie war persönlich ins Studio gekommen, um sich über den Fortgang der Aufnahmen von I’m Just a Lonely Guy zu informieren. Die ersten Versuche von He’s My Star, Wonderin’, I’m Just a Lonely Guy und The Most I Can Offer überzeugten Blackwell nicht, weshalb er eine Pause verordnete, welche die Musiker für einen Imbiss in der nahegelegenen Bar Dew Drop Inn nutzten.
In der Kneipe intonierte Little Richard am dortigen Klavier spontan seine selbstgeschriebene Live-Nummer Tutti Frutti, in der Blackwell sofort Hit-Potenzial vermutete, wenn der anzügliche Text entschärft würde. Daher beauftragte er Dorothy La Bostrie mit einer Überarbeitung des Textes, welche diese bis 15 Minuten vor Sessionende fertigstellte. Zwischenzeitlich hatten die Musiker Directly from My Heart to You und nochmals I’m Just a Lonely Guy aufgenommen. In der verbliebenen Viertelstunde wurde in drei Takes Tutti Frutti eingespielt. Von I’m Just a Lonely Guy ist neben der veröffentlichten Version nur ein Take überliefert, welches aufgrund eines falschen Starts den Ansprüchen nicht genügte. Blackwell nahm die Aufnahmen bei seiner Rückkehr nach Los Angeles mit in die Geschäftsstelle von Specialty Records, wo Art Rupe die Masterbänder erstellte. Das Copyright für I’m Just a Lonely Guy wurde am 22. Oktober 1955 vom Specialty-Musikverlag Venice Music auf die Songwriterin La Bostrie als Texterin und den Produzenten und Arrangeur Blackwell als Komponist bei der Library of Congress registriert.

## Musikalischer Aufbau und Inhalt
I’m Just a Lonely Guy basiert auf einem 8-taktigen Bluesschema im 12/8-Takt in G-Dur. Die ersten vier Takte ergeben jeweils eine Strophe, die zweiten vier Takte den Refrain. Während die Strophe vom Grundton G auf die Subdominante C und dann C-Moll wechselt, führt der Refrain die Tonika G über eine E-A-D-Kadenz zurück auf G, bevor er in Blues-Manier zwischen Subdominante, Tonika und Dominante D pendelt. Der Refrain der ersten 8-Takt-Figur reduziert die Kadenz auf A-D und leitet durch die Dominante D zur zweiten Strophe über. Insgesamt umfasst der Song fünf 8-Takter, wobei der vierte ein Gitarrensolo aufnimmt und der fünfte eine Wiederholung des dritten darstellt.
Der Sänger bedauert seine Einsamkeit nach der Trennung von seiner großen Liebe. Sollte er nicht zu ihr zurückfinden, wolle er seinem Leben ein Ende bereiten, indem er sich aus einem Boot in den Fluss stürzt. Hierzu nutzt er die in der amerikanischen Popularmusik verbreitete Wendung „I’m going to the river“ (deutsch: Ich gehe zum Fluss), um eine Form des Suizids anzukündigen, welche als Abschied besonders verzweifelt und emotional auf das Publikum wirkt. Die Emotionalität der Botschaft wird unterstrichen durch gospelhafte Melismen, welche besonders die Verse über die Einsamkeit „I’m all alone“ und „I’m just a lonely guy“ betonen, mehrfach wiederholen und so zu den Hooklines und zum Titel des Songs machen. Auch die Erzählsituation unterstützt das zu vermittelnde Gefühl der Einsamkeit, da der in der Ich-Perspektive Vortragende die Worte in Form eines Monologs nicht an seine abwesende Liebe richtet, sondern an sich selbst beziehungsweise an eine unadressierte, stumme Hörerschaft.

## Veröffentlichungen
Am 1. November 1955 erschien I’m Just a Lonely Guy zusammen mit Tutti Frutti als Specialty 561 auf dem amerikanischen Markt. Obwohl Specialty Records auf eine Ausweisung von A- und B-Seiten auf ihren Singles verzichtete, ließen die Vermarktung und der Erfolg von Tutti Frutti keinen Zweifel daran, dass I’m Just a Lonely Guy als Rückseite hinter dem potenziellen Hit gedacht war. Die Single erschien sowohl als 78er-Schellack-Platte als auch als 45er-Vinyl-Single und wurde mehrmals unter dieser Nummer jeweils mit Aufklebern im aktuellen Design aufgelegt. Erst Little Richards zweite Specialty-Single Long Tall Sally wurde auch international vermarktet, während der Debüt-Hit Tutti Frutti erst 1957 durch den britischen Vertreiber London Records in Europa auf den Markt kam. Auf der Rückseite wurde dabei I’m Just a Lonely Guy durch das in Europa bereits 1956 erschienene Long Tall Sally ersetzt, sodass der Titel auf Single ausschließlich auf dem amerikanischen Heimatmarkt erschien.
Auf einer Reihe von sechs EPs, die Specialty Records mit Material von Little Richard herausbrachte, war Platz für 24 Titel. I’m Just a Lonely Guy zählte nicht dazu. Allerdings kam es ab 1957 in Großbritannien, Deutschland, Frankreich, Italien, den Niederlanden, Südafrika und Schweden zur Ausgabe der EP Little Richard and his Band, auf welcher der Titel neben She’s Got It, Heeby-Jeebies und Slippin’ and’ Slidin zu hören ist.
Auch für die Erstausgabe auf LP ließ sich Specialty Records Zeit: Als Little Richards drittes Album The Fabulous Little Richard zu Anfang des Jahres 1959 zusammengestellt wurde, waren die auf Single erfolgreichen Rock-’n’-Roll-Nummern bereits weitgehend auf den beiden Vorgängeralben Here’s Little Richard und Little Richard zweitveröffentlicht. Little Richard hatte sich im Oktober 1957 aus dem Rock-’n’-Roll-Geschäft zugunsten einer theologischen Ausbildung und Aufnahmen von Gospel-Musik zurückgezogen, sodass Art Rupe die Archive nach den zuvor als weniger stark empfundenen Nummern der Aufnahmesession vom September 1955 durchsuchte. In einer Overdub-Session im Februar 1959 in den Master Recorders in Los Angeles ließ er zusammen mit dem Tonmeister Abe Robyn die Girl-Group The Steward Sisters einen Background einsingen und legte die neuen Tonspuren über die bestehenden Blues-Masterbänder. Eine so überarbeitete Version von I’m Just a Lonely Guy erschien im März 1959 auf Specialty-LP 2104 sowie in Großbritannien, Australien, Frankreich, Italien, Japan, und den Niederlanden auf Platten der jeweiligen Lizenzpartner.
Der alternative Track erschien offiziell erst 1989 auf der 6-CD-Box The Specialty Sessions aus dem Hause Ace Records.

## Bedeutung, Kritik und Erfolg
I’m Just a Lonely Guy steht in mehrerlei Hinsicht in engem Zusammenhang mit Little Richards Debüt-Hit Tutti Frutti und wird in der Musikliteratur nahezu ausschließlich mit diesem Song assoziiert und besprochen. Zum einen zeigen sich zwischen beiden Songs vor allem im personellen Bereich Konstanten, da nicht nur Musiker und Studiomitarbeiter identisch sind, sondern beide Titel auch die einzigen Beiträge von Dorothy La Bostrie zu Little Richards Repertoire bilden. Zum anderen zeigt sich an den bei der Session direkt aufeinanderfolgenden Aufnahmen eine stilistische Entwicklung, die Little Richards frühe, vom Jump Blues und Gospel beeinflusste Rhythm-and-Blues-Phase beendet und seine Rock-’n’-Roll-Phase und damit den Höhepunkt seiner Karriere einläutet. Mit Specialty 561 ist diese Entwicklung auf zwei Seiten einer Single dokumentiert. Durch ihren Verkauf wurde I’m Just a Lonely Guy hinter Tutti Frutti indirekt zum Millionenseller, auch wenn sich dieser Erfolg für die B-Seite nicht in Form von Chartplatzierungen auswirkte.
Dorothy La Bostries Beitrag als Songwriterin wird unterschiedlich eingeschätzt: Während der kanadische Fernsehmoderator und Kritiker Richard Crouse der „Anfängerin“ immerhin „einen guten Text, aber eine nicht weiter bemerkenswerte Melodie“ bescheinigt, urteilt der amerikanische Literaturprofessor David Kirby härter: I’m Just a Lonely Guy sei „eher einschläfernd als bluesig“, es sei „sofort als eine Nummer zu erkennen, wie sie von Bands auf Konzerten zur Erholung zwischen zwei wilden Fetzern zu hören“ sei. Immerhin ließ sich für die beiden Tracks Directly from My Heart to You und I’m Just a Lonely Guy, welche nach der Pause im Dew Drop Inn eingespielt wurden, bereits ein Unterschied zum bisherigen Tagwerk ausmachen, so als habe die „pure Energie der musikalischen Einlage in der Kneipe den anschließenden Aufnahmen eine neue, rauhe Kraft“ verliehen. Little Richards Stimme sei „präsent, kratzig und laut, der Text selbst aber lahm: (…) nichts an diesen Worten deutete an, dass [La Bostrie] einen Rückruf wert sei.“ Die Wahl La Bostries zur Überarbeitung von Tutti Frutti sei daher lediglich der Verzweiflung und dem Zeitdruck des Produzenten Blackwell geschuldet.
Der amerikanische Musikwissenschaftler Albin Zak urteilte wohlwollender, dass, obwohl der Song ein „langsamer Blues“ sei, er von allen Tracks der Aufnahmesession „der Inbrunst von Tutti Frutti am nächsten“ komme. Auch Bumps Blackwell hätte mit den beiden zwischen Pause und letztem Track eingespielten Nummern „mit Hängen und Würgen“ auskommen können, seine Meinung zu La Bostries Songwriting-Talent war aber ambivalent: Alle ihre Songs „klangen wie Dinah Washingtons Blowtop Blues. Sie waren alle mit derselben Melodie komponiert. Aber wenn ich mir die Worte betrachtete, erkannte ich in ihr eine produktive Texterin. Sie verstand nur nichts von Melodien.“
Anders als die Rock-’n’-Roll-Songs Little Richards, die aufgrund ihrer Chart-Erfolge und der häufigen Neueinspielungen durch andere Interpreten zu den Standards des Genres gezählt werden, sind für I’m Just a Lonely Guy kaum kommerziell veröffentlichte Coverversionen dokumentiert. Der kanadische Blues-Musiker King Biscuit Boy nahm 1970 seine Version zusammen mit der Band Crowbar für das gemeinsame Album Official Music auf. 2015 stellte Charley Cochran eine Version des Stücks in F-Dur als „kleines Tribute für Little Richard“ mit einem Gitarrensolo von Johnny Gale und einer zusätzlichen Bridge auf der Video-Plattform Youtube vor.